# 15e cérémonie des Visual Effects Society Awards
La 15e cérémonie des Visual Effects Society Awards (VES Awards), organisée par la Visual Effects Society, a lieu le 7 février 2017 au Beverly Hilton Hotel de Beverly Hills, en Californie et récompense les meilleurs effets visuels de l'année 2016.

## Palmarès

### Meilleur effets visuels dans un film en prise de vues réelles
- Le Livre de la jungle
  - Doctor Strange
  - Les Animaux fantastiques
  - Miss Peregrine et les Enfants particuliers
  - Rogue One: A Star Wars Story

### Meilleur effets visuels secondaires dans un film en prise de vues réelles
- Deepwater
  - Alliés
  - Jason Bourne
  - Silence
  - Sully

### Meilleure animation dans un film d'animation
- Kubo et l'Armure magique
  - Le Monde de Dory
  - Vaiana : La Légende du bout du monde
  - Le Petit Prince
  - Zootopie

### Meilleur personnage animé dans un film en prise de vues réelles
- Le Livre de la jungle pour Roi Louie
  - Les Animaux fantastiques pour le Niffleur
  - Rogue One: A Star Wars Story pour Wilhuff Tarkin
  - Le Livre de la jungle pour Shere Khan
  - Warcraft : Le Commencement pour Durotan

### Meilleur personnage animé dans un film d'animation
- Le Monde de Dory pour Hank
  - Kubo et l'Armure magique pour Kubo
  - Kubo et l'Armure magique pour Singe
  - Vaiana : La Légende du bout du monde pour Maui

### Meilleur environnement fictif dans un film en prise de vues réelles
- Doctor Strange pour la ville de New York
  - Deadpool pour l'attaque de l'autoroute
  - Doctor Strange pour la ville de Londres
  - Rogue One: A Star Wars Story pour le complexe impérial

### Meilleur environnement fictif dans un film d'animation
- Vaiana : La Légende du bout du monde pour l'île de Motunui
  - Le Monde de Dory pour l'océan
  - Kubo et l'Armure magique pour la forteresse de Hanzo
  - Kubo et l'Armure magique pour les vagues

### Meilleure photographie virtuelle dans un projet en prise de vues réelles
- Le Livre de la jungle
  - Doctor Strange pour la dimension miroir de New York
  - Game of Thrones pour l'épisode La Bataille des bâtards
  - Rogue One: A Star Wars Story pour la bataille spatiale

### Meilleurs modèles dans un film
- Deepwater pour la plateforme Deepwater Horizon
  - Rogue One: A Star Wars Story pour la princesse Leia
  - Rogue One : A Star Wars Story pour le destroyer stellaire
  - Star Trek : Sans limites pour l'Enterprise

### Meilleurs simulations et effets par ordinateur dans un film en prise de vues réelles
- Le Livre de la jungle pour les effets de la nature
  - Alice de l'autre côté du miroir
  - Doctor Strange pour la destruction inversée de Hong Kong
  - Rogue One: A Star Wars Story pour la destruction de Jedha

### Meilleurs simulations et effets par ordinateur dans un film d'animation
- Vaiana : La Légende du bout du monde
  - Kubo et l'Armure magique
  - Le Monde de Dory
  - Zootopie

### Meilleurcompositingdans un film
- Le Livre de la jungle
  - Doctor Strange pour la ville de New York
  - Independence Day: Resurgence pour le vaisseau mère

### Meilleurcompositingdans une fonction photoréaliste
- X-Men: Apocalypse : Jess Burnheim, Alana Newell, Andrew Peel et Matthew Shaw (pour la scène de sauvetage de Quicksilver)

### Meilleurs effets visuels dans une série télévisée
- Game of Thrones pour l'épisode La Bataille des bâtards
  - Black Mirror pour l'épisode Phase d'essai
  - Stranger Things pour l'épisode Demogorgon
  - The Expanse pour l'épisode Sauvetage
  - Westworld pour l'épisode L'Esprit bicaméral

### Meilleur effets visuels secondaires dans une série télévisée
- Black Sails pour l'épisode XX
  - Racines pour l'épisode 1
  - Vikings pour l'épisode Que Dieu bénisse Paris !
  - Penny Dreadful pour l'épisode Le Jour où Tennyson est décédé
  - Le Maître du Haut Château pour l'épisode Répercussions

### Meilleurs effets visuels dans une publicité en prise de vues réelles
- John Lewis pour Buster The Boxer
  - Coca-Cola pour A Mini Marvel
  - For Honor
  - Titanfall 2 pour Become One
  - Waitrose pour Coming home

### Meilleur personnage animé dans une série télévisée ou un jeu vidéo
- Game of Thrones pour Drogon
  - Call of Duty: Infinite Warfare pour Omar
  - Les Animaux fantastiques (jeu en réalité virtuelle)
  - Game of Thrones pour le dragon amaigri

### Meilleur personnage animé dans une publicité
- John Lewis pour Buster The Boxer
  - Waitrose pour Coming home
  - SSE pour Neon House
  - Opel pour Racing Faces

### Meilleur environnement fictif dans une série télévisée, une publicité ou un jeu vidéo
- Game of Thrones pour la ville de Meereen
  - Game of Thrones pour la citadelle
  - Le Maître du Haut Château pour l'épisode Répercussions
  - Dishonored 2 pour le manoir de l'Horloge
  - Black Sails pour l'île Maroon

### Meilleurs simulations et effets par ordinateur dans une série télévisée, une publicité ou un jeu vidéo
- Game of Thrones pour la ville de Meereen
  - Game of Thrones pour l'épisode La bataille des bâtards
  - John Lewis pour Buster The Boxer
  - Sky pour Q

### Meilleurcompositingdans une série télévisée
- Game of Thrones pour la recapture de Winterfell
  - Game of Thrones pour la ville de Meereen
  - Game of Thrones pour les contrées de l'hiver éternel
  - Black Sails pour le bateau à voile

### Meilleur compositing dans une publicité
- John Lewis pour Buster The Boxer
  - Waitrose pour Coming home
  - Canal+ pour Kitchen
  - LG pour World of Play
  - Kenzo pour Kenzo World

### Meilleurs effets visuels en temps réel dans un jeu vidéo
- Uncharted 4: A Thief's End
  - Call of Duty: Infinite Warfare
  - Dishonored 2
  - Les Animaux fantastiques (jeu en réalité virtuelle)
  - Gears of War 4
  - Quantum Break

### Meilleurs effets visuels dans un projet physique spécial
- Pirates of the Caribbean
  - Dream of Anhui
  - Soarin'
  - Skull Island: Reign of Kong
  - Voyage of Time : Au fil de la vie

### Meilleurs effets visuels dans un projet étudiant
- Breaking Point
  - Elemental
  - Garden Party
  - Shine

## Prix spéciaux

### Lifetime Achievement Award
- Ken Ralston

### VES Visionary Award
- Victoria Alonso (en)